# 2014년 신안군 염전 섬노예 사건

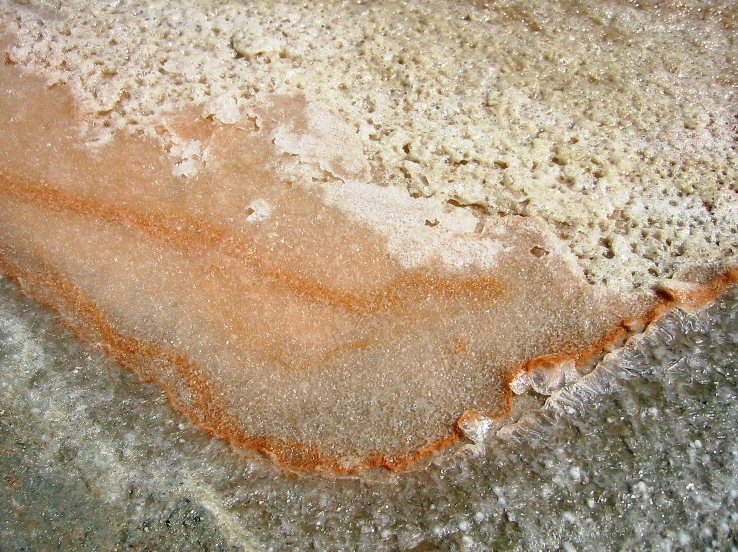
해수를 증발시켜 얻은 소금 결정. 신안군은 대한민국 천일염 연간 생산량의 약 75%를 담당한다.

2014년 신안군 염전 섬노예 사건(新安郡 鹽田 奴隷 事件)은 2014년 1월 28일 대한민국 전라남도 신안군 신의면 하태동리의 한 염전에서 임금 체납과 감금으로 혹사당하던 장애인 2명이 경찰에 구출된 사건이다.
시각장애인 김씨는 숙식을 제공받으며, 큰 돈도 벌 수 있다는 직업 소개업자의 제안에 넘어가 2012년 7월 신의면의 한 염전에 취업했다. 하루 5시간도 못자며 고된 육체노동을 강요받은 피해자는 이를 견디지 못하고 세차례나 탈출을 시도 했으나 번번히 실패했다. 염전 주인 홍씨의 삼엄한 감시 때문에 외부와 접촉할 방법이 차단된 피해자 김씨는 2014년 1월 13일 읍내에 나왔을 때 몰래 적은 편지를 어머니께 보내는데 성공한다.
서울 구로경찰서의 실종수사팀은 1월 28일 이들 피해자 둘을 섬에서 구출하고, 2월 6일 염전 주인 홍씨를 영리약취, 유인 등 혐의로 형사 입건했다. 이 사건은 KBS 추적 60분 2014년 3월 15일에 방영되었다.
지역 경찰과 염전 업주들의 유착 의혹이 제기되자, 3월 11일 목포경찰서는 관할 13개 도서파출소 경찰 87명 가운데 74명을 교체했다.

## 사건 개요
지적장애인 채씨는 2008년 11월 전라남도 목포의 직업소개소를 통해 신의면 신의도의 염전에 취업을 했다. 2012년 7월에는 시각장애인 김씨가 섬에 들어와, 채씨와 김씨는 경찰에 구출되기 전까지 각각 5년 2개월과 1년 6개월 동안 염전에서 함께 돈도 받지 못하고 강제로 일을 했다.
그러나 하루 19시간의 고된 노동과 폭행에 견디다 못한 김씨는 세 차례 탈출을 시도 하였으나 실패하였다. 김씨는 읍내 이발소에 가서 이발을 하고 다녀오는 길에 근처 우체국에서 미리 써 둔 편지를 어머니에게 가까스로 보냈다. 근처에 파출소가 있었으나 순경들도 한패인 것을 아는 김씨는 파출소로 가지 않았다. 김씨의 어머니는 이 편지의 내용을 서울 구로경찰서에 제보하였으며, 이에 실종수사팀은 소금구매업자로 위장·탐문하여 염전에서 노역 중이던 김씨 및 그 옆에 같이 있던 채씨를 구출하였다. 2014년 2월 6일, 서울 구로경찰서는 장애인을 속여 염전에 넘긴 직업소개소 직원과 염전 주인을 영리약취, 유인 등의 혐의로 형사 입건했다.
2014년 8월 28일 서울남부지법에서 열린 재판에서 재판부는 염전 주인에 피유인자 수수 등의 죄목으로 징역 3년 6개월을, 직업소개업자들에는 영리유인 등의 죄목으로 징역 2년과 징역 2년 6개월에 벌금 1,000만 원을 선고하였다.

## 배경

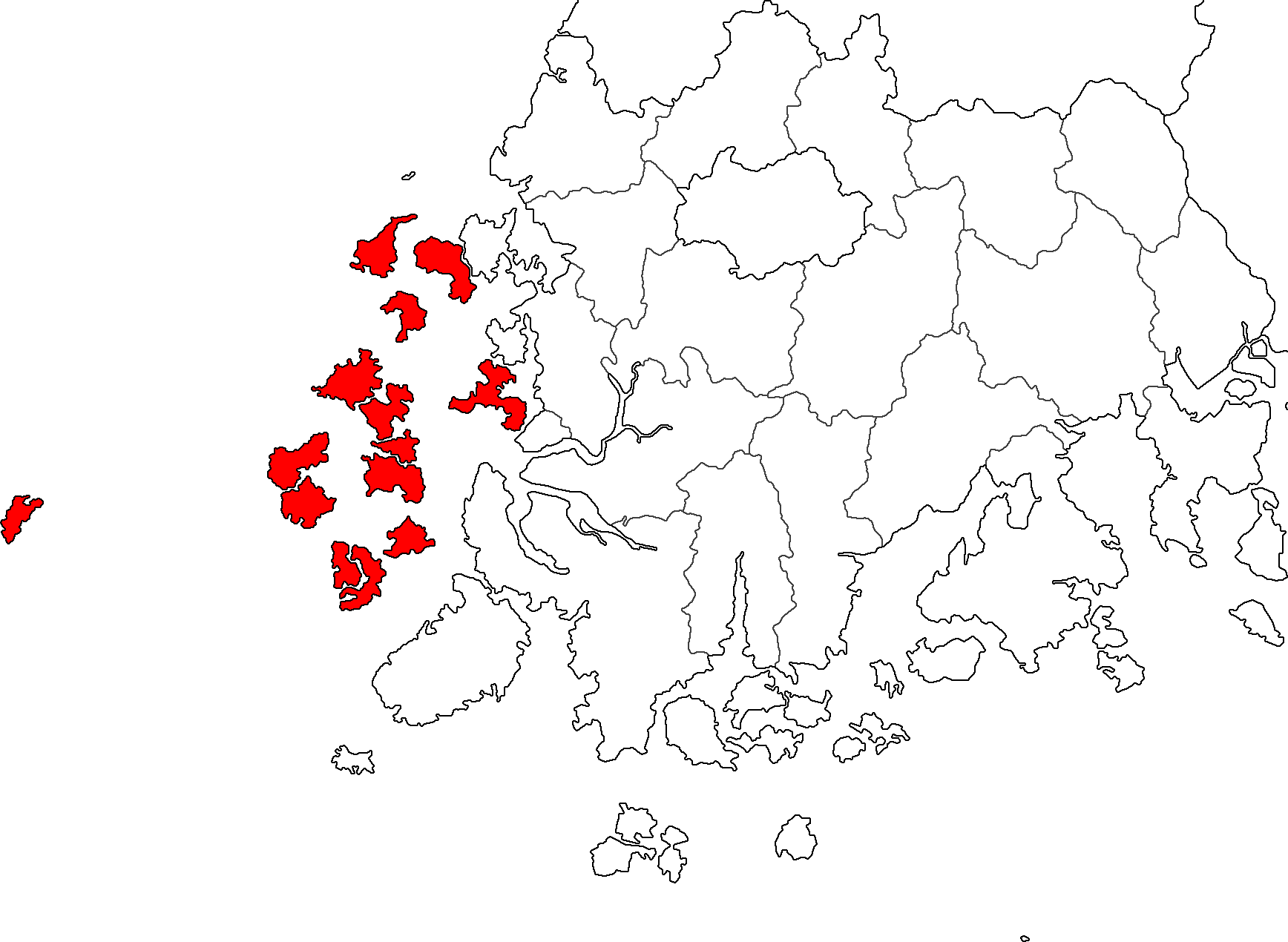
신안군은 유인도 72개와 무인도 932개로 이뤄진 전라남도 서해상 다도해의 군이다.

신안군(新安郡)은 유인도 72개와 무인도 932개로 이뤄져 있다. 섬의 면적만 (655km2)에 달하고, 바다와 육지 넓이를 더한 신안군의 면적은 서울특별시의 22배나 된다. 이런 넓은 지역을 36곳의 치안센터와 파출소에 근무하는 목포경찰서 소속 경찰관 100여명이 관리해, 이전부터 치안 공백을 우려하는 기독교인의 지적이 많았다. 신안군 한 기독교단체 관계자는 "신안에 경찰서가 있었다면 염전 종사자 관리감독이 이처럼 방관 상태까지 이르지 않았을 것이다"고 주장했다.
하지만 책임을 져야할 신안군이 '염전 노예'사건을 관리·감독 인력 부족 탓으로만 돌리는 것도 문제라는 주장도 있다. 피해자들이 일하던 염전과 신의 파출소 사이의 거리는 겨우 700여m 떨어져 있다.
해당 파출소는 2010년 전남지방경찰청으로부터 '베스트 낙도 파출소'로 선정되기도 했다. 신안군은 염전 노예를 부린 의혹을 사고 있는 신안군의회 의원에게 십수년간 특혜를 준 사실이 드러나기도 했다. 신안군의회 부의장인 박씨는 신안군으로부터 새우 양식장 34만여m2를 수의계약으로 대부받아 16년간 사용해 온 것으로 전해졌다.
신의도는 연간 80,000톤의 천일염을 생산하고 있다. 신의도에서 소금밭을 일구고 있는 239명의 생산자는 연간 319억원의 소득을 올리고 있다. 그러나 대부분의 염전 업자들은 정부지원 등의 제도적 장치가 미흡한 가운데, 영세성을 면치 못하고 노동집약적 생산구조, 고질적인 인력난, 염전 일꾼들의 고령화 등으로 어려움을 겪어왔다. 염전주들은 대개 무허가 인력소개소에서 일꾼들을 소개받아 고용하는데, 노동자 한 명당 소개비와 선불금으로 400만원에서 500만원 가량을 선지급해 왔다. 현지 주민들은 소개를 받고 고용한 염전 일꾼들이 계약 기간을 다 채우지 않고 도주하면 염주들 입장에서는 손해기 때문에, 그동안 노동자들의 무단 이탈을 막기 위한 강압이 동원되었다고 주장했다.

## 사건의 파장

### 섬노예카르텔논란
이번 사건에서 피해자는 담당 관할인 목포경찰서 소속 신의파출소 경찰이 아닌, 소금 구매상으로 위장하고 탐문수사를 벌이던 서울지방경찰청 구로경찰서 실종수사팀으로부터 구출된 것이다. 이에 따라 관할 파출소는 섬노예 피해자들이 강제노동을 하는동안 뭐 했나며 누리꾼들의 질타를 받았다. 신의파출소는 경찰관 4명이 2명씩 짝을 이뤄 교대 근무한다. 신의파출소의 한 경찰관은 “열심히 한다고 했는데 이런 일을 파악하지 못해 할 말이 없다”며 “재발하지 않도록 지역 구석구석을 더 살피겠다”고 사과를 했다. 
한편 경찰청은 염전 관할 경찰이 노동착취를 묵인했는지 조사하려고 6명으로 구성된 감찰단을 목포경찰서를 비롯해 전남지방경찰청에 보냈다. 허지용 전남장애인인권센터 소장은 전남 신의도 마을 주민들에게 일종의 카르텔이 존재해서 아무도 억압당하는 섬노예들을 경찰에 신고하지 않았다고 주장했다.

### 후속 실태 조사
박근혜 전 대통령은 2월 14일 업무 보고 회의 중 모두발언을 통해, "최근에 일어난 염전노예 사건은 정말 21세기에 있을 수 없는 충격적인 일로 다시는 이런 일이 없도록 철저히 뿌리를 뽑아야 하겠다."고 발언했다.
전남 목포경찰서, 목포고용노동지청, 신안군이 꾸린 점검반은 공식 조사 기간인 2014년 2월 7일부터 2월 14일까지 사건이 일어난 신의도와 주요 염전이 있는 증도, 비금도 등을 돌며 염전 근로자 140명의 노동 실태를 조사했다. 조사 결과 임금 체불을 당한 염전 근로자 18명이 추가로 발견되었다. 이들 중 2명은 장애인이고 10년간 임금을 못 받은 근로자도 있는 것으로 확인됐다. 그가 십년간 못 받은 임금을 계산해보니 1억2천만원에 이르는 것으로 조사됐다. 이들에게 임금 체불을 한 업주들은 경찰에 불구속 입건 되었다.
해양경찰청은 이 사건을 계기로 서남해안 섬 지역 근로자 대상 인권유린 실태를 점검한다고 밝혔다. 섬 지역에서 일어나는 일에 대한 첩보를 수집하고 단속에 나선다는 것이 계획의 골자다. 전남경찰은 7개 섬지역에 상주하여 활동하는 인권수사대를 출범시켰다. 그러나 앞선 10일 조사 결과 때와 마찬가지로 경찰 측에서 미리 날짜를 공지하고 조사에 나서는 데에 눈 가리고 아웅식이라는 비판이 잇따르고 있다.

### 신안군의회 부의장
새정치민주연합 소속으로 신안군 의회 부의장을 역임한 박용찬 신안군 기초의원은 2014년 4월 15일에 염전 노예 폭행 및 임금 체불 혐의로 경찰에 구속되었다. 신안군에서 염전을 운영하던 박용찬 부의장은 염전 근로자 세 명에 대한 임금 1억 여 원을 수 년에 걸쳐 체불한 혐의를 받고 있다.

### 해외 언론 보도
한국의 노예 생지옥으로 묘사한 AP통신의 기사가 해외 각 언론에 인용 보도되었다.

### 법원 판결
1심에서 광주지방법원 목포지원은 징역 2년 6개월 판결을 내렸다. 그러나 2심을 맡은 광주고등법원은 징역 2년 6개월의 집행유예 4년으로 감형하였다. 지역적 관행이라는 점과 숙식을 제공했음을 이유로 참작했다.
서울중앙지법 민사42부는 염전노예 사건의 피해자 박모씨 등 8명이 국가와 신안군, 완도군을 상대로 낸 손해배상청구소송에서 "국가는 박씨에게 3,000만원을 지급하라"며 원고일부승소 판결했다. 다만 지자체에 대한 손해배상청구는 받아들이지 않았다. 또한 재판부는 또 박씨와 함께 소송에 참여했던 강모씨 등 또 다른 염전 노예 피해자 7명의 배상청구도 기각했다. 공무원의 위법한 공무집행이 있었는지를 입증할 증거가 없다는 취지에서이다.

## 같이 보기
| - 인신매매 - 김복남 살인 사건의 전말 - 섬. 사라진 사람들 - 전국의 노예 사건들 - 일간 베스트 | - 인권 - 노동법 - 대한민국의 인권 - 대한민국 국가인권위원회 |